# Rico, Oskar und die Tieferschatten (Roman)
Rico, Oskar und die Tieferschatten ist ein Roman von Andreas Steinhöfel aus dem Jahr 2008. Er handelt von der Freundschaft zweier Jungen, die gemeinsam einen Kriminalfall um einen Kindesentführer aufklären. Es ist der erste Band einer Buchreihe um die Hauptfiguren Rico und Oskar. Die Reihe erschien im Carlsen Verlag und wird ab 10 Jahren empfohlen.
Rico, Oskar und die Tieferschatten wurde mit mehreren Literaturpreisen  ausgezeichnet, darunter dem Deutschen Jugendliteraturpreis. 2014 kam eine gleichnamige Verfilmung ins Kino.

## Handlung
Der zehnjährige (Frede)Rico Doretti bezeichnet sich selbst als „tiefbegabt“: Er kann zwar alles denken, aber es dauert bei ihm länger als bei anderen Menschen, er gerät leicht durcheinander und kann sich nicht gut konzentrieren. Rico lebt mit seiner Mutter Tanja in der Dieffenbachstraße 93 in Berlin-Kreuzberg und besucht ein nahegelegenes Förderzentrum.
Auf der Straße lernt Rico den zweieinhalb Jahre jüngeren Oskar kennen. Oskar fürchtet sich vor fast allem und trägt vorsichtshalber einen Sturzhelm, wann immer er das Haus verlässt. Im Gegensatz zu Rico ist Oskar hochbegabt. Die beiden ungleichen Kinder freunden sich an.
Als Oskar am Tag nach einem Treffen nicht zu einer Verabredung erscheint, ist Rico zuerst gekränkt. Am Abend hält er sich bei der Nachbarin Elke Dahling auf, mit der er fast jedes Wochenende einen Film guckt. Er erfährt aus dem Fernsehen, dass Oskar entführt worden ist. Da Rico fürchtet, dass ein Verhör bei der Polizei ihn zu sehr verwirren könnte, wagt er sich – obwohl er große Angst hat, sich zu verlaufen – zum ersten Mal allein aus der ihm vertrauten Gegend hinaus, um dem Täter auf die Spur zu kommen. Als Rico meint, den Täter gefunden zu haben, versucht er die Polizei zu verständigen, wird aber nicht ernst genommen. Trotz einiger Fehlschlüsse und der langen Zeit, die er braucht, um seine Gedanken zu ordnen, stellt sich Rico als kluger und mutiger Ermittler heraus. Es gelingt ihm, Oskar zu finden. Gemeinsam können die beiden Jungen sich befreien.

## Erzählweise und Gestaltung
Ich-Erzähler des Romans ist Rico, der seine Erlebnisse in einem Ferientagebuch festhält. Die erzählte Zeit umfasst die ersten sechs Tage von Ricos Sommerferien. Die Ereignisse sind weitgehend chronologisch erzählt, allerdings mit einigen Einschüben und Rückblenden, die Ricos sprunghaften Gedanken folgen. Die Sprache entspricht Ricos Horizont, ohne dabei stark vereinfacht zu sein. Wenn die erwachsenen Charaktere schwierige Wörter verwenden, schlägt der lernbegierige Rico sie im Lexikon nach und schreibt die Erklärung in seinen eigenen Worten in sein Tagebuch. So vergrößert sich Ricos Wortschatz im Laufe des Buches. Wo ihm Wörter fehlen, erfindet Rico neue, darunter die titelgebende Wortschöpfung „Tieferschatten“ für die sich bewegenden Schatten in der gegenüberliegenden Wohnung, die Rico Angst machen. Einige Details zielen auf ein erwachsenes Publikum ab, zum Beispiel der Name des homosexuellen Nachbarn Kiesling, der eine Anspielung auf die Kießling-Affäre ist.
Ricos Worterklärungen sind im gedruckten Buch typografisch vom erzählenden Text abgesetzt, indem sie als handschriftlich wiedergegeben werden.

## Hintergrund
Die Figur Rico ist an Steinhöfels verstorbenen Lebensgefährten Gianni Vitiello angelehnt, dessen Familie wie Ricos Familie väterlicherseits aus Italien stammte und der wie Rico ein Aufmerksamkeitsdefizitsyndrom hatte. Steinhöfel wohnte lange in der Gegend, in der auch Rico im Buch wohnt.

## Einordnung und Rezeption
Der Professor für Literaturdidaktik Klaus Maiwald ordnet den im Stil eines Tagebuchromans verfassten Roman Rico, Oskar und die Tieferschatten als „Genremischung aus Detektivroman, Schelmenroman, problemorientiertem und komischem Kinderroman“ ein. Als besondere Stärke des Romans sieht Maiwald die kreativen Wortschöpfungen und -erklärungen des Erzählers sowie die Pluralität des Figurenspektrums, die Steinhöfel wertungsfrei beschreibt. Maiwald bemerkt, dass die Verfilmung hierin zaghafter sei, indem sie beispielsweise nicht zeigt, dass Herr Kiesling, der Nachbar, der Rico bei seinen Erkundungen hilft, schwul ist.
Auch Rezensionen lobten die direkte und originelle Sprache voller Wortschöpfungen und das Selbstbewusstsein der Hauptfigur. Die Kriminalgeschichte sei spannend, die eigentliche Stärke des Buches sei aber die unbeschönigte, gut beobachtete Milieustudie. Eva-Maria Magel nannte Rico einen großen Erzähler: „Er ist ein guter Erzähler. Ach was, er ist ein großer Erzähler! Und ein großartiger Beobachter, der so genau, so witzig und traurig und klug und warmherzig aus seinem Leben und seiner Umgebung erzählt, dass man nicht anders kann, als aufgeregt Seite um Seite umzublättern.“
In der Jurybegründung des Deutschen Jugendliteraturpreises hieß es: „Mithilfe von Ricos Erzählstimme gelingt Steinhöfel eine ganz besondere Milieuschilderung, die weder diskriminierend gegenüber den Figuren, noch überfürsorglich pädagogisierend gegenüber seinen jungen Lesern ist, sondern einfach nur treffend und liebevoll. … Steinhöfels Sprache schließlich vereint Figurendarstellung und Milieuschilderung zu einem modernen Sozialroman für Kinder. Um aus der Perspektive Ricos erzählen zu können, schafft er ein umfassendes und sprachschöpferisch ausgeklügeltes Vokabular für dessen Weltwahrnehmung. Ohne Beschönigung taucht Steinhöfel ein in Ricos innere und äußere Welt, eröffnet uns einen neue kinderliterarische Maßstäbe setzenden Kosmos und legt so einen Roman für Kinder vor, der in Figurenzeichnung, Plotgestaltung, sprachlicher Gestaltung und Aussage nichts zu wünschen übrig lässt.“
Die Darstellung der Hauptfigur Rico wird auch als Kritik am Bildungssystem mit seinen engen Definitionen von Begabung und Intelligenz verstanden. Sie führe vor Augen, wie verfehlt der Begriff der geistigen Behinderung sei, denn Rico erwecke kein Mitleid, sondern Freude an seiner ungewöhnlichen Denkweise.
Steinhöfel selbst berichtete von den großen Mengen an Post von Kindern mit unterschiedlichstem Hintergrund, die ihm erzählt hätten, wie sehr ihnen Rico aus der Seele spreche.
Rico, Oskar und die Tieferschatten wird auch im Schulunterricht eingesetzt. Verschiedene Schulbuchverlage haben passende Unterrichtsmaterialien herausgebracht.

## Auszeichnungen
Rico, Oskar und die Tieferschatten erhielt mehrere Preise, darunter den Publikumspreis Corine, den Luchs des Monats und die Eule des Monats. Die bedeutendste Auszeichnung war der Deutsche Jugendliteraturpreis 2009, für den Steinhöfel zuvor zweimal nominiert gewesen war. Die Jury des Erich-Kästner-Preises für Literatur, den Steinhöfel 2009 erhielt, hob Rico, Oskar und die Tieferschatten ebenfalls hervor. 2010 wurde das Buch in die internationale IBBY Honour List des International Board on Books for Young People aufgenommen.
Über die Verleihung des Katholischen Kinder- und Jugendbuchpreises zeigte sich Steinhöfel verwundert, da er in seinen Büchern offen Homosexualität thematisiert und daher erwartet hatte, von der katholischen Kirche abgelehnt zu werden. Er entschied sich, den Preis anzunehmen, um Möglichkeiten zum Dialog zu eröffnen.
Das von Steinhöfel selbst gelesene Hörbuch erhielt 2008 die vom Hessischen Rundfunk verliehene Auszeichnung Kinder- und Jugendhörbuch des Jahres.

## Ausgaben
Sowohl die gebundene Ausgabe (ISBN 978-3-551-55551-9) als auch das Taschenbuch (ISBN 978-3-551-31029-3) erschienen mit Illustrationen von Peter Schössow im Carlsen Verlag.
2008 erschien ein Hörbuch, gelesen vom Autor, im Silberfisch Verlag (ISBN 978-3-86742-021-1).

## Fortsetzungen
Andreas Steinhöfel schrieb vier Romanfortsetzungen. Ursprünglich hatte er die Serie als Trilogie geplant, zu der die Bände Rico, Oskar und das Herzgebreche, erschienen 2009, Rico, Oskar und der Diebstahlstein, erschienen 2011, gehörten. Für eine Reihe von Animationsfilmen für die Sendung mit der Maus erfand Steinhöfel weitere Kinder hinzu, die mit Rico und Oskar eine Bande bilden. Um die Hintergrundgeschichte dieser Kinder erzählen und ihre Charaktere besser ausgestalten zu können, als es in den kurzen Fernsehsequenzen möglich war, entschied sich Steinhöfel, ein viertes Buch zu schreiben. Die Weihnachtsgeschichte Rico, Oskar und das Vomhimmelhoch erschien 2017. Der fünfte und letzte Band mit dem Titel Rico, Oskar und das Mistverständnis, der die Geschichte der Bande abschließt, folgte 2020.
Begleitend zu den Romanen verfasste Steinhöfel zusammen mit dem Illustrator Peter Schössow eine Comic-Reihe.

## Adaptionen

### Theater
Eine Theaterbearbeitung von Felicitas Loewe wurde am 10. Oktober 2009 im Theater Junge Generation in Dresden unter der Regie von Philippe Besson uraufgeführt. Seitdem wird das Stück auf Bühnen in ganz Deutschland gespielt, darunter im Theater Freiburg, im Theater Dortmund, im Thalia Theater Halle, im Jungen Theater Bonn und im Atze Musiktheater in Berlin. Im Musiktheater im Revier war das Stück 2021 zum ersten Mal als Puppentheater zu sehen.

### Hörspiel
Eine Hörspielbearbeitung unter der Regie von Judith Lorentz erschien 2010 (ISBN 978-3-86742-679-4).

### Film
Der Film Rico, Oskar und die Tieferschatten von Neele Vollmar kam 2014 in die Kinos. Auch die beiden Fortsetzungen wurden verfilmt.

### Fernsehen
Für die Sendung mit der Maus konzipierte Andreas Steinhöfel mit dem Illustrator Peter Schössow eine Reihe kurzer Animationsfilme. Sie wurden zum Ausgangspunkt für die beiden letzten Bände der Buchreihe, Rico, Oskar und das Vomhimmelhoch und Rico, Oskar und das Mistverständnis.

### Musical
In Zusammenarbeit mit der Band Bananafishbones schrieb Andreas Steinhöfel das Musical Bingo! Rico, Oskar und die Tieferschatten. Es erschien 2014 als Bilderbuch mit CD (ISBN 978-3-551-27110-5).